# Adelptes
Adelptes is een geslacht van kevers uit de familie spartelkevers (Mordellidae).
Het geslacht is voor het eerst wetenschappelijk beschreven in 1965 door Franciscolo.

## Soorten
Het geslacht omvat de volgende soorten:
- Adelptes clavipalpis Franciscolo, 1965
- Adelptes vadoni 1937